# 张世惠
张世惠（1898年—1941年5月），字泽生，河北河间人，中华民国陆军第14集团军参谋处少将处长，1941年5月在中条山战役中被日军俘虏后不屈，殉国成仁，时年43岁。

## 生平
1898年，张世惠出生在河间县（今河间市）的一户农民家庭，因家贫投军为生，先入学袁世凯开办的陆军模范团第2期，陆军模范团解散后进入保定陆军军官学校，期间与同学刘茂恩结为好友。
1919年3月，张世惠进入陆军第24师任见习官，后历任该师第96团连长、第48旅少校副官等职。1924年，在第二次直奉战争中，24师被国民军打败，张世惠不愿为国民军效力。彼时刘茂恩任职镇嵩军，在刘茂恩的极力举荐下，张世惠进入镇嵩军。北伐战争后，镇嵩军被改编为第11路军，张世惠此时任总指挥部副官处处长。
1936年10月，张世惠被刘茂恩（时任第15军军长）调到第64师第191旅任副旅长。1937年10月，张世惠随第15军参加忻口战役，因作战英勇兼任第382团团长。1939年，刘茂恩升任第14集团军总司令，在其保举下，张世惠升任集团军少将参谋处处长。
1941年5月，张世惠随军参加中条山战役，与日军第33师团 (日本陆军)和第41师团 (日本陆军)对峙。面对日军的两个精锐师团，张世惠运筹帷幄，打退日军多次猛攻。5月11日凌晨，第14集团军接到第一战区司令长官部的撤退命令，张世惠亲自制定突围方案。5月16日，张世惠随第10师补充团撤退时与日军第213联队遭遇，受重伤被俘。日军想从张世惠口中得到中国军队的行军路线，张世惠一直保持沉默。日军无计可施，遂把张世惠和另外10余名被俘的国军军官用重机枪处决，张世惠亡年43岁。